# Fußball-Weltmeisterschaft 1958/Qualifikation

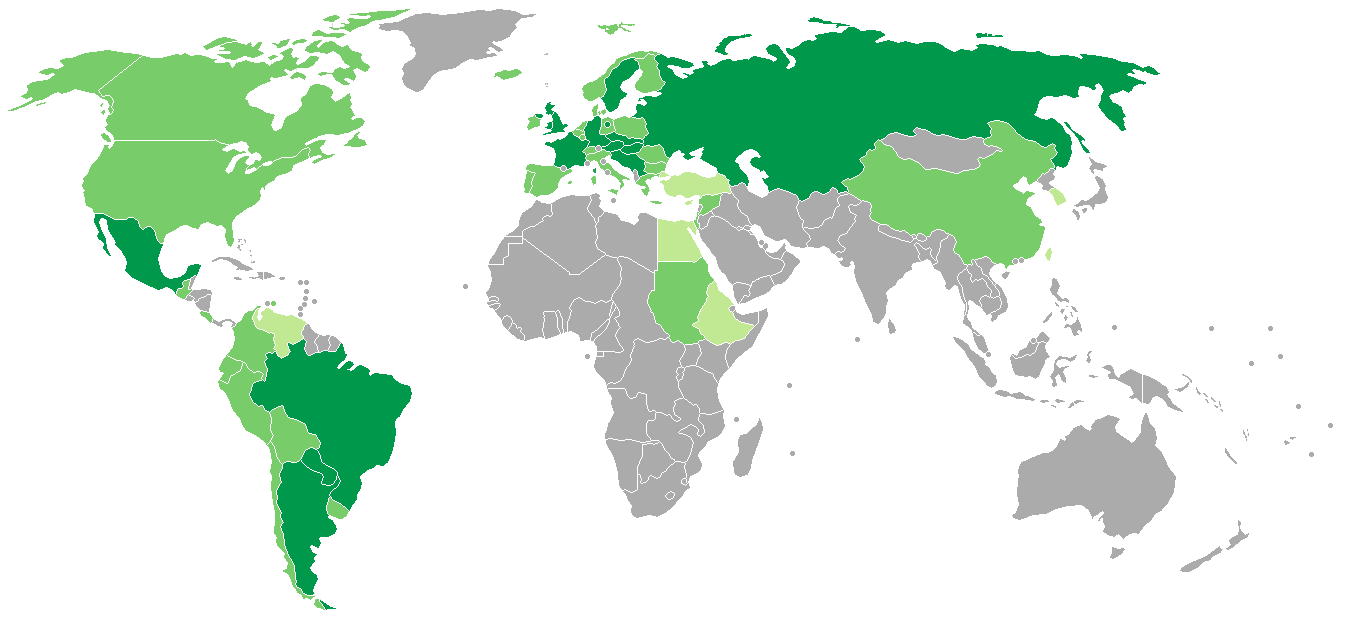
Teilnehmer der Qualifikation zur WM 1958

Die Qualifikationsspiele für die Fußball-Weltmeisterschaft 1958 fanden vom 30. September 1956 bis zum 5. Februar 1958 statt. 50 Mannschaften – exklusive den bereits qualifizierten Teilnehmern BR Deutschland (Titelverteidiger) und Schweden (Gastgeber) – traten in der Qualifikation an, um 14 Endrundenplätze auszuspielen.

## Übersicht
Für die Fußball-Weltmeisterschaft 1958 in Schweden hatten insgesamt 52 Mannschaften gemeldet, darunter
- 29 Mannschaften aus Europa, wobei Zypern und die Türkei noch zu Asien gerechnet wurden
- 2 Mannschaften aus Afrika
- 7 Mannschaften aus Asien (4 aus dem Nahen und 3 aus dem Fernen Osten)
- 8 Mannschaften aus Südamerika und
- 6 Mannschaften aus Nord- und Mittelamerika

Aus Ozeanien meldete erneut keine Mannschaft. Die Meldezahl von 52 bedeutete einen neuen Teilnehmerrekord. Da Titelverteidiger BR Deutschland und Veranstalter Schweden direkt qualifiziert waren und das WM-Turnier mit 16 Mannschaften ausgetragen wurde, standen für die verbleibenden 50 Mannschaften 14 freie Endrundenplätze zur Verfügung.
Die 16 WM-Endrundenplätze wurden wie folgt verteilt:
| Titelverteidiger:            | BR Deutschland |             |            | Gastgeber:       | Schweden   |
| 9 an Europa                  | England        | Frankreich  | Ungarn     | Tschechoslowakei | Österreich |
|                              | UdSSR          | Jugoslawien | Nordirland | Schottland       |            |
| 3 an Südamerika              | Brasilien      | Argentinien | Paraguay   |                  |            |
| 1 an Nord- und Mittelamerika | Mexiko         |             |            |                  |            |
| 1 an Afrika und Asien        | Wales a        |             |            |                  |            |

## Europa /UEFA
Die 27 europäischen Nationalmannschaften spielten um neun freie WM-Plätze. Die Mannschaften wurden auf neun Gruppen mit jeweils drei Mannschaften verteilt. Die jeweiligen Gruppensieger qualifizierten sich für die WM. Bei Punktgleichheit auf dem ersten Rang entschieden nicht die Tore, sondern es gab ein Entscheidungsspiel auf neutralem Boden. Durch die verspätete Qualifikation von Wales konnten zum ersten und bisher einzigen Mal alle vier britischen Mannschaften zu einer WM-Endrunde fahren.

### Gruppe 1
| Pl. | Land     | Sp. | S | U | N | Tore    | Diff. | Punkte |
| --- | -------- | --- | - | - | - | ------- | ----- | ------ |
| 1.  | England  | 4   | 3 | 1 | 0 | 015:500 | +10   | 07:10  |
| 2.  | Irland   | 4   | 2 | 1 | 1 | 006:700 | −1    | 05:30  |
| 3.  | Dänemark | 4   | 0 | 0 | 4 | 004:130 | −9    | 0:80   |

Spielergebnisse:
| 03.10.1956 | Dublin        | Irland  | – | Dänemark | 2:1 (2:0) |
| 05.12.1956 | Wolverhampton | England | – | Dänemark | 5:2 (2:1) |
| 08.05.1957 | London        | England | – | Irland   | 5:1 (4:0) |

### Gruppe 2
| Pl. | Land       | Sp. | S | U | N | Tore    | Diff. | Punkte |
| --- | ---------- | --- | - | - | - | ------- | ----- | ------ |
| 1.  | Frankreich | 4   | 3 | 1 | 0 | 019:400 | +15   | 07:10  |
| 2.  | Belgien    | 4   | 2 | 1 | 1 | 016:110 | +5    | 05:30  |
| 3.  | Island     | 4   | 0 | 0 | 4 | 006:260 | −20   | 0:80   |

Spielergebnisse:
| 11.11.1956 | Colombes | Frankreich | – | Belgien | 6:3 (4:1) |
| 02.06.1957 | Nantes   | Frankreich | – | Island  | 8:0 (5:0) |
| 05.06.1957 | Brüssel  | Belgien    | – | Island  | 8:3 (7:1) |

### Gruppe 3
| Pl. | Land      | Sp. | S | U | N | Tore    | Diff. | Punkte |
| --- | --------- | --- | - | - | - | ------- | ----- | ------ |
| 1.  | Ungarn    | 4   | 3 | 0 | 1 | 012:400 | +8    | 06:20  |
| 2.  | Bulgarien | 4   | 2 | 0 | 2 | 011:700 | +4    | 04:40  |
| 3.  | Norwegen  | 4   | 1 | 0 | 3 | 003:150 | −12   | 02:60  |

Spielergebnisse:
| 22.05.1957 | Oslo     | Norwegen | – | Bulgarien | 1:2 (0:1) |
| 12.06.1957 | Oslo     | Norwegen | – | Ungarn    | 2:1 (1:1) |
| 23.06.1957 | Budapest | Ungarn   | – | Bulgarien | 4:1 (3:0) |

### Gruppe 4
| Pl. | Land             | Sp. | S | U | N | Tore    | Diff. | Punkte |
| --- | ---------------- | --- | - | - | - | ------- | ----- | ------ |
| 1.  | Tschechoslowakei | 4   | 3 | 0 | 1 | 009:300 | +6    | 06:20  |
| 2.  | Wales a          | 4   | 2 | 0 | 2 | 006:500 | +1    | 04:40  |
| 3.  | DDR              | 4   | 1 | 0 | 3 | 005:120 | −7    | 02:60  |

Spielergebnisse:
| 01.05.1957 | Cardiff | Wales            | – | Tschechoslowakei | 1:0 (0:0) |
| 19.05.1957 | Leipzig | DDR              | – | Wales            | 2:1 (1:1) |
| 26.05.1957 | Prag    | Tschechoslowakei | – | Wales            | 2:0 (1:0) |

### Gruppe 5
| Pl. | Land        | Sp. | S | U | N | Tore    | Diff. | Punkte |
| --- | ----------- | --- | - | - | - | ------- | ----- | ------ |
| 1.  | Österreich  | 4   | 3 | 1 | 0 | 014:300 | +11   | 07:10  |
| 2.  | Niederlande | 4   | 2 | 1 | 1 | 012:700 | +5    | 05:30  |
| 3.  | Luxemburg   | 4   | 0 | 0 | 4 | 003:190 | −16   | 0:80   |

Spielergebnisse:
| 30.09.1956 | Wien      | Österreich  | – | Luxemburg   | 7:0 (2:0) |
| 20.03.1957 | Rotterdam | Niederlande | – | Luxemburg   | 4:1 (2:1) |
| 26.05.1957 | Wien      | Österreich  | – | Niederlande | 3:2 (0:2) |

### Gruppe 6
| Pl. | Land     | Sp. | S | U | N | Tore    | Diff. | Punkte |
| --- | -------- | --- | - | - | - | ------- | ----- | ------ |
| 1.  | UdSSR    | 4   | 3 | 0 | 1 | 016:300 | +13   | 06:20  |
| 2.  | Polen    | 4   | 3 | 0 | 1 | 009:500 | +4    | 06:20  |
| 3.  | Finnland | 4   | 0 | 0 | 4 | 002:190 | −17   | 0:80   |

Spielergebnisse:
| 23.06.1957 | Moskau   | UdSSR    | – | Polen    | 3:0 (1:0)  |
| 05.07.1957 | Helsinki | Finnland | – | Polen    | 1:3 (0:1)  |
| 27.07.1957 | Moskau   | UdSSR    | – | Finnland | 2:1 (1:1)  |
| 15.08.1957 | Helsinki | Finnland | – | UdSSR    | 0:10 (0:7) |

### Gruppe 7
| Pl. | Land         | Sp. | S | U | N | Tore    | Diff. | Punkte |
| --- | ------------ | --- | - | - | - | ------- | ----- | ------ |
| 1.  | Jugoslawien  | 4   | 3 | 0 | 1 | 007:200 | +5    | 06:20  |
| 2.  | Rumänien     | 4   | 2 | 1 | 1 | 006:400 | +2    | 05:30  |
| 3.  | Griechenland | 4   | 0 | 1 | 3 | 002:900 | −7    | 01:70  |

Spielergebnisse:
| 05.05.1957 | Athen    | Griechenland | – | Jugoslawien | 0:0       |
| 16.06.1957 | Athen    | Griechenland | – | Rumänien    | 1:2 (1:1) |
| 29.09.1957 | Bukarest | Rumänien     | – | Jugoslawien | 1:1 (0:0) |

### Gruppe 8
| Pl. | Land       | Sp. | S | U | N | Tore    | Diff. | Punkte |
| --- | ---------- | --- | - | - | - | ------- | ----- | ------ |
| 1.  | Nordirland | 4   | 2 | 1 | 1 | 006:300 | +3    | 05:30  |
| 2.  | Italien    | 4   | 2 | 0 | 2 | 005:500 | ±0    | 04:40  |
| 3.  | Portugal   | 4   | 1 | 1 | 2 | 004:700 | −3    | 03:50  |

Spielergebnisse:
| 16.01.1957 | Lissabon | Portugal   | – | Nordirland | 1:1 (1:1) |
| 25.04.1957 | Rom      | Italien    | – | Nordirland | 1:0 (1:0) |
| 01.05.1957 | Belfast  | Nordirland | – | Portugal   | 3:0 (1:0) |

Das letzte, ursprünglich am 4. Dezember 1957 angesetzte WM-Qualifikationsspiel wurde zunächst als Freundschaftsspiel ausgetragen, da der vorgesehene Schiedsrichter nicht eintraf. Er hing im Londoner Nebel fest. Das Spiel wurde von dem Nordiren Michael Thomas Ross geleitet. Es endete 2:2; dieses Ergebnis hätte den Italienern zur WM-Qualifikation genügt.

### Gruppe 9
| Pl. | Land       | Sp. | S | U | N | Tore    | Diff. | Punkte |
| --- | ---------- | --- | - | - | - | ------- | ----- | ------ |
| 1.  | Schottland | 4   | 3 | 0 | 1 | 010:900 | +1    | 06:20  |
| 2.  | Spanien    | 4   | 2 | 1 | 1 | 012:800 | +4    | 05:30  |
| 3.  | Schweiz    | 4   | 0 | 1 | 3 | 006:110 | −5    | 01:70  |

Spielergebnisse:
| 10.03.1957 | Madrid  | Spanien    | – | Schweiz    | 2:2 (1:1) |
| 08.05.1957 | Glasgow | Schottland | – | Spanien    | 4:2 (2:1) |
| 19.05.1957 | Basel   | Schweiz    | – | Schottland | 1:2 (1:1) |

## Südamerika /CONMEBOL
Acht südamerikanische Nationalteams kämpften um drei freie WM-Plätze. Die Mannschaften wurden auf zwei Gruppen mit jeweils drei Mannschaften und eine Gruppe mit zwei Mannschaften aufgeteilt. Die jeweiligen Gruppensieger qualifizierten sich für die WM-Endrunde. Bei Punktgleichheit auf dem ersten Rang entschieden nicht die Tore, sondern es gab ein Entscheidungsspiel auf neutralem Platz.

### Gruppe 1
Spielergebnisse:
| 14.04.1957 | Lima           | Peru      | – | Brasilien | 1:1 (1:0) |
| 21.04.1957 | Rio de Janeiro | Brasilien | – | Peru      | 1:0 (1:0) |

### Gruppe 2
| Pl. | Land        | Sp. | S | U | N | Tore    | Diff. | Punkte |
| --- | ----------- | --- | - | - | - | ------- | ----- | ------ |
| 1.  | Argentinien | 4   | 3 | 0 | 1 | 010:200 | +8    | 06:20  |
| 2.  | Bolivien    | 4   | 2 | 0 | 2 | 006:600 | ±0    | 04:40  |
| 3.  | Chile       | 4   | 1 | 0 | 3 | 002:100 | −8    | 02:60  |

Spielergebnisse:
| 22.09.1957 | Santiago de Chile | Chile    | – | Bolivien    | 2:1 (0:1) |
| 29.09.1957 | La Paz            | Bolivien | – | Chile       | 3:0 (1:0) |
| 06.10.1957 | La Paz            | Bolivien | – | Argentinien | 2:0 (1:0) |

### Gruppe 3
| Pl. | Land      | Sp. | S | U | N | Tore    | Diff. | Punkte |
| --- | --------- | --- | - | - | - | ------- | ----- | ------ |
| 1.  | Paraguay  | 4   | 3 | 0 | 1 | 011:400 | +7    | 06:20  |
| 2.  | Uruguay   | 4   | 2 | 1 | 1 | 004:600 | −2    | 05:30  |
| 3.  | Kolumbien | 4   | 0 | 1 | 3 | 003:800 | −5    | 01:70  |

Spielergebnisse:
| 16.07.1957 | Bogotá     | Kolumbien | – | Uruguay   | 1:1 (1:0) |
| 20.07.1957 | Bogotá     | Kolumbien | – | Paraguay  | 2:3 (1:1) |
| 30.07.1957 | Montevideo | Uruguay   | – | Kolumbien | 1:0 (0:0) |

## Nord- und Mittelamerika /CONCACAF
Aus Nord- und Mittelamerika nahmen insgesamt sechs Mannschaften teil, die um einen Qualifikationsplatz kämpften. Die Mannschaften wurden zunächst auf zwei Gruppen mit jeweils drei aufgeteilt und spielten in Hin- und Rückspiel gegen jeden Gruppengegner. Mexiko und Costa Rica konnten sich dabei in ihren Gruppen durchsetzen und spielten anschließend ebenfalls in Hin- und Rückspiel den WM-Teilnehmer aus. Die Mannschaft aus Mexiko konnte letztendlich triumphieren.

### Gruppe 1
| Pl. | Land       | Sp. | S | U | N | Tore    | Diff. | Punkte |
| --- | ---------- | --- | - | - | - | ------- | ----- | ------ |
| 1.  | Costa Rica | 4   | 4 | 0 | 0 | 015:400 | +11   | 08:0   |
| 2.  | Curaçao    | 4   | 2 | 0 | 2 | 000:700 | −7    | 04:40  |
| 3.  | Guatemala  | 4   | 0 | 0 | 4 | 004:140 | −10   | 0:80   |

Spielergebnisse:
| 10.02.1957 | Guatemala-Stadt | Guatemala  | – | Costa Rica | 2:6 (1:4) |
| 17.02.1957 | San José        | Costa Rica | – | Guatemala  | 3:1 (3:0) |
| 03.03.1957 | San José        | Costa Rica | – | Curaçao    | 4:0 (2:0) |

### Gruppe 2
| Pl. | Land   | Sp. | S | U | N | Tore    | Diff. | Punkte |
| --- | ------ | --- | - | - | - | ------- | ----- | ------ |
| 1.  | Mexiko | 4   | 4 | 0 | 0 | 018:200 | +16   | 08:0   |
| 2.  | Kanada | 4   | 2 | 0 | 2 | 008:800 | ±0    | 04:40  |
| 3.  | USA    | 4   | 0 | 0 | 4 | 005:210 | −16   | 0:80   |

Spielergebnisse:
| 07.04.1957 | Mexiko-Stadt | Mexiko | – | USA    | 6:0 (4:0) |
| 28.04.1957 | Long Beach   | USA    | – | Mexiko | 2:7 (2:3) |
| 22.06.1957 | Toronto      | Kanada | – | USA    | 5:1 (2:1) |

### Finale
Spielergebnisse:
| 20.10.1957 | Mexiko-Stadt | Mexiko     | – | Costa Rica | 2:0 (0:0) |
| 27.10.1957 | San José     | Costa Rica | – | Mexiko     | 1:1 (1:1) |

## Afrika und Asien /CAFundAFC
Sieben asiatische und zwei afrikanische Nationalmannschaften spielten um einen freien WM-Platz. Die Teams wurden zunächst auf drei Gruppen mit jeweils zwei und eine Gruppe mit drei Mannschaften aufgeteilt. Die Gruppensieger sollten dann in der Finalrunde den WM-Teilnehmer ausspielen. In der Gruppe 1 zog der taiwanesische Fußballverband seine Mannschaft vor Beginn der Qualifikationsspiele zurück. Daraufhin spielten China und Indonesien im Hin- und Rückspiel gegeneinander. Nachdem beide Mannschaften jeweils ihre Heimspiele gewinnen konnten, wurde auf neutralem Boden ein Entscheidungsspiel ausgetragen. Als dieses torlos endete, wurde Indonesien aufgrund der besseren Tordifferenz zum Sieger erklärt.
In den Gruppen 2 und 3 fanden keine Spiele statt, da sowohl die Türkei, als auch Zypern c nicht antraten. Israel bzw. Ägypten zogen dadurch kampflos in die Finalrunde ein.
Sudan konnte sich in der Gruppe 4 in zwei Spielen gegen Syrien durchsetzen und komplettierte damit das Starterfeld in der Finalrunde.
Die Finalrunde selbst wurde vom Nahostkonflikt überschattet, als sich Sudan und Ägypten weigerten, gegen Israel anzutreten. Indonesien dagegen wollte nur auf neutralem Boden spielen, was die FIFA ablehnte. Um die Finalrunde dennoch durchzuführen, wurde Israel aus dem Pool der Gruppenzweiten aller anderen Gruppen (wobei Belgien und Uruguay verzichteten) mit Wales ein Gegner zugelost. Dieser konnte sich in zwei Spielen souverän gegen die Israelis durchsetzen und als „Asien- und Afrikavertreter“ zur Endrunde nach Schweden fahren.

### Vorrunde

#### Gruppe 1
Spielergebnisse:
| 12.05.1957          | Jakarta | Indonesien          | – | Volksrepublik China     | 2:0 (0:0)     |
| 02.06.1957          | Peking  | Volksrepublik China | – | Indonesien              | 4:3 (2:1)     |
| Entscheidungsspiel: |         |                     |   |                         |               |
| 23.06.1957          | Rangun  | Indonesien d        | – | Volksrepublik China     | 0:0           |
|                     |         |                     |   | Republik China (Taiwan) | zurückgezogen |

#### Gruppe 2
Spielergebnisse:
|  |  | Israel | – | Türkei | nicht ausgetragen |

#### Gruppe 3
Spielergebnisse:
|  |  | Zypern c | – | Ägypten | nicht ausgetragen |

#### Gruppe 4
Spielergebnisse:
| 08.05.1957 | Khartum  | Sudan  | – | Syrien | 1:0 (0:0) |
| 24.05.1957 | Damaskus | Syrien | – | Sudan  | 1:1 (1:0) |

### Finalrunde
Spielergebnisse:
| 15.01.1958 | Tel Aviv | Israel | –       | Wales a    | 0:2 (0:1)     |
| 05.02.1958 | Cardiff  | Wales  | –       | Israel     | 2:0 (0:0)     |
|            |          | Sudan  | Ägypten | Indonesien | zurückgezogen |